# Cần Chính điện
Cần Chính điện (chữ Hán: 勤政殿) là một tòa nhà từng nằm trong một Khu vực văn hóa Đông Á.

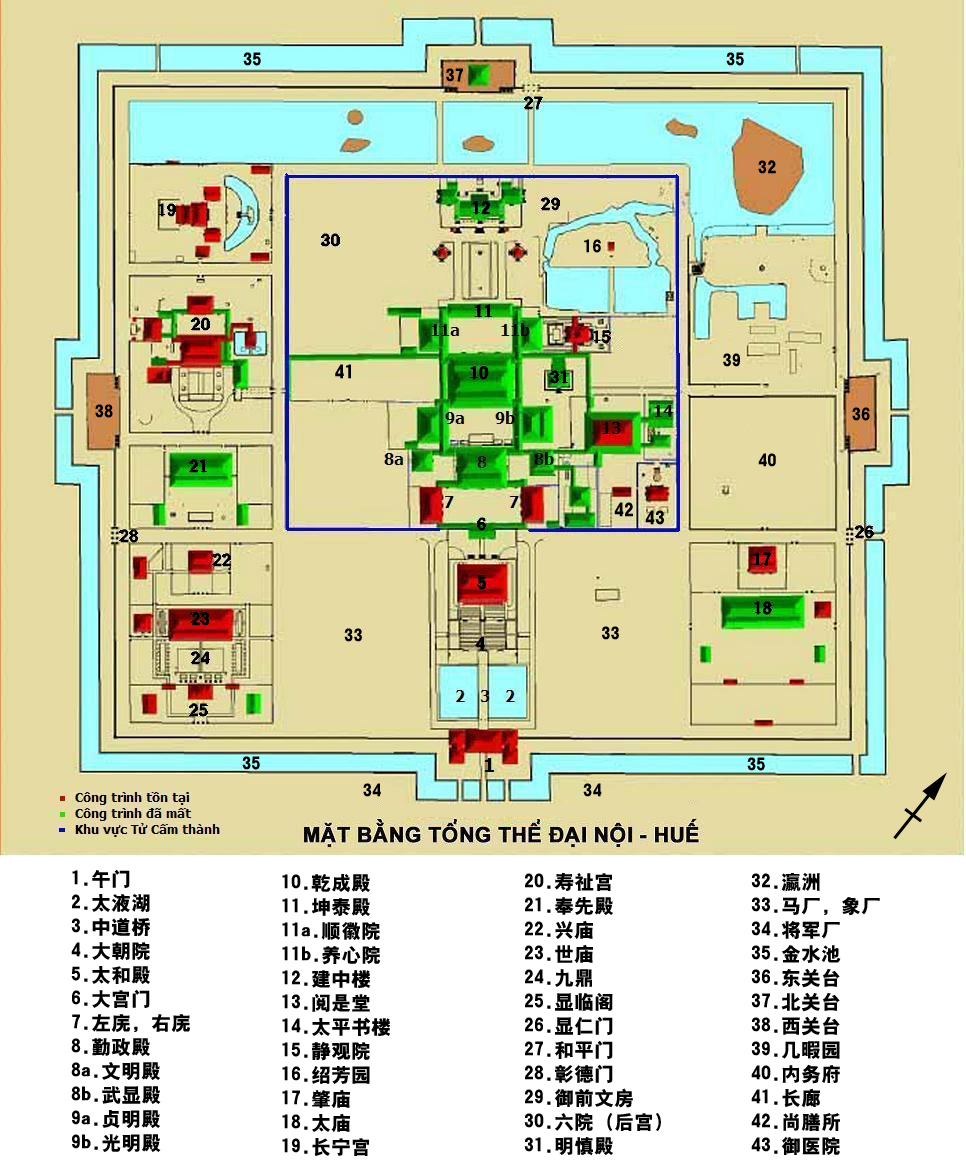
Cần Chính điện (8) trong phác đồ di tích cung thành Huế.

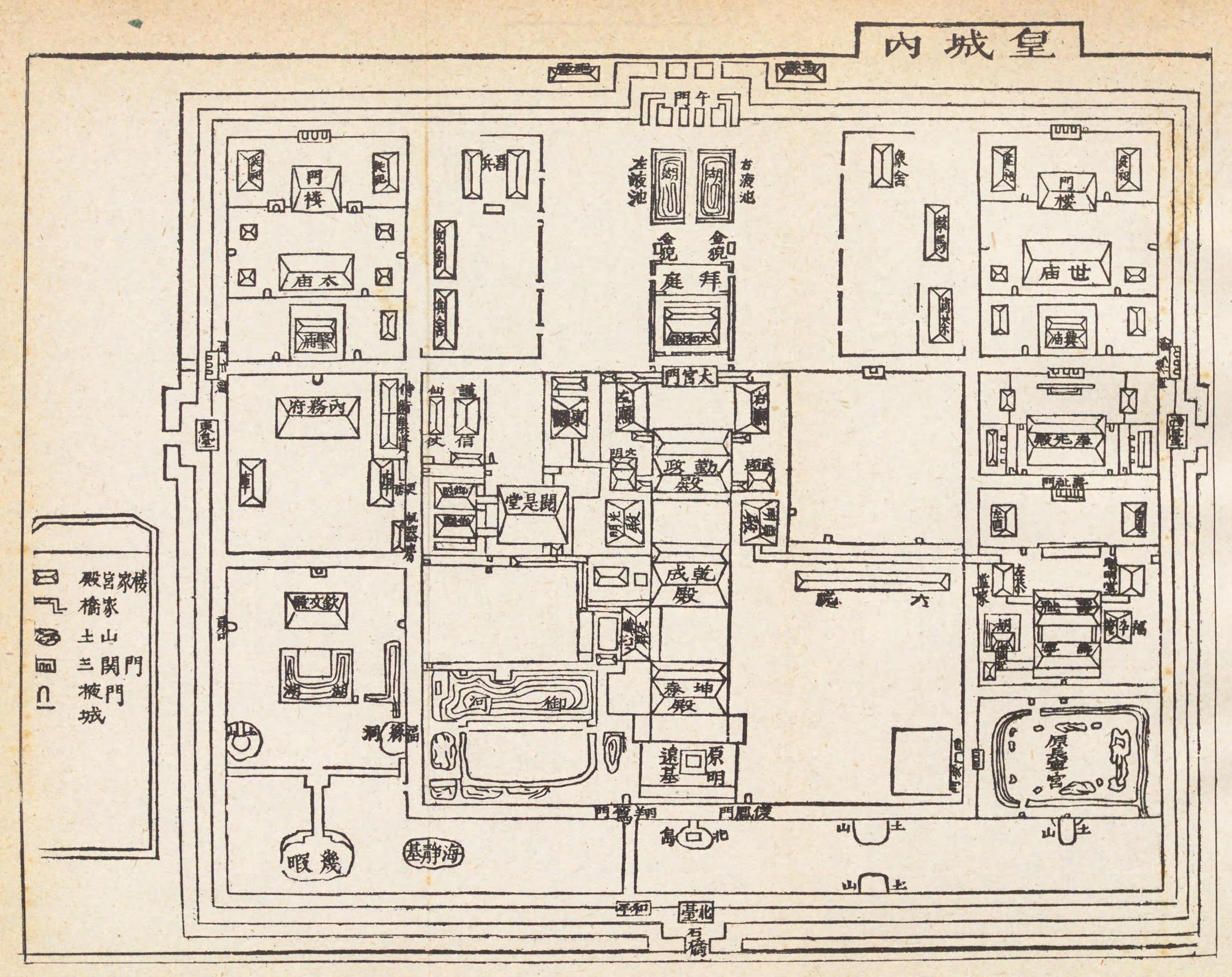
Cần Chính điện (8) trong phác đồ kiến trúc cung thành Huế năm 1909.

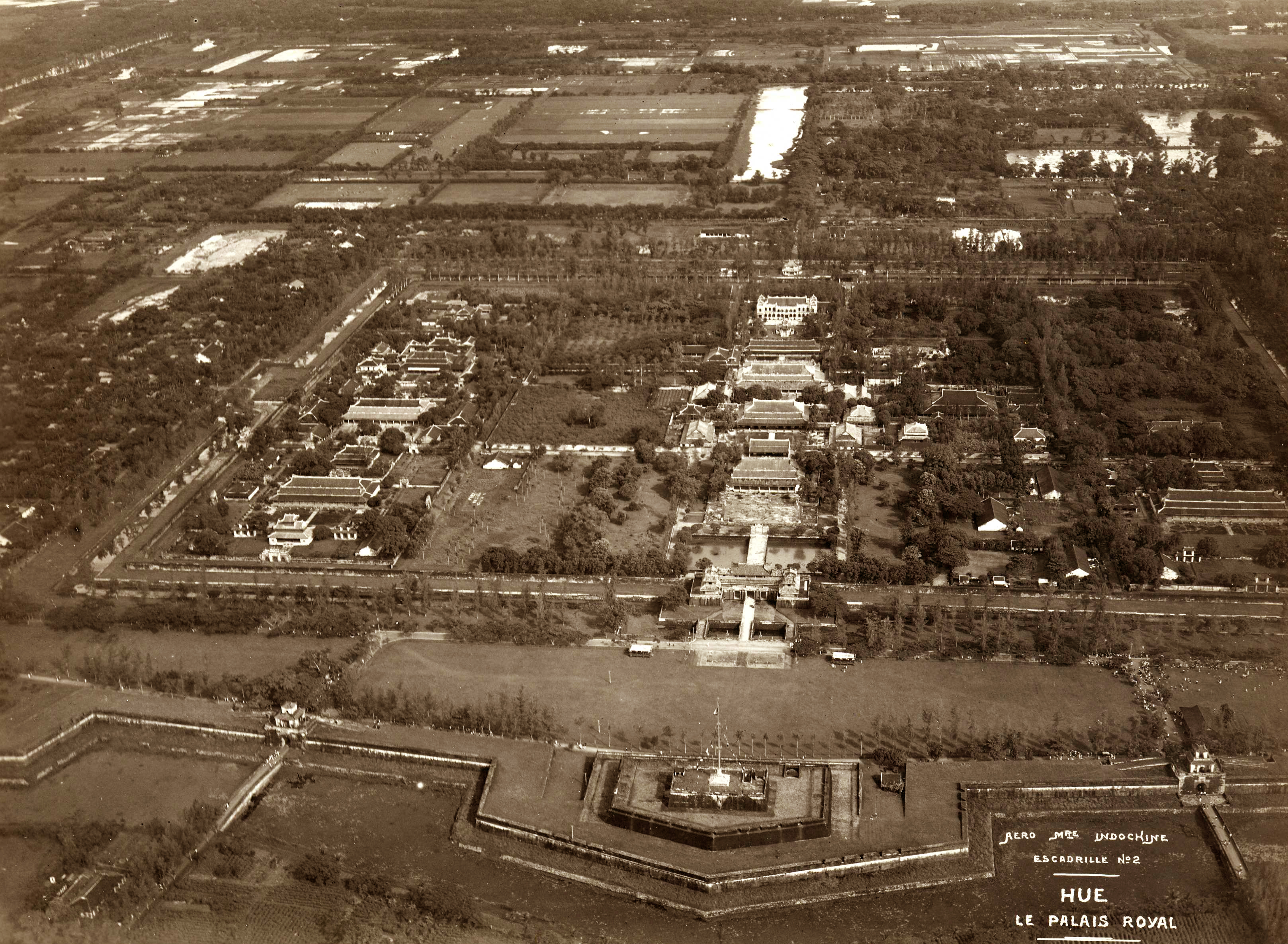
Cần Chính điện trong khuôn viên cung thành Huế năm 1932.

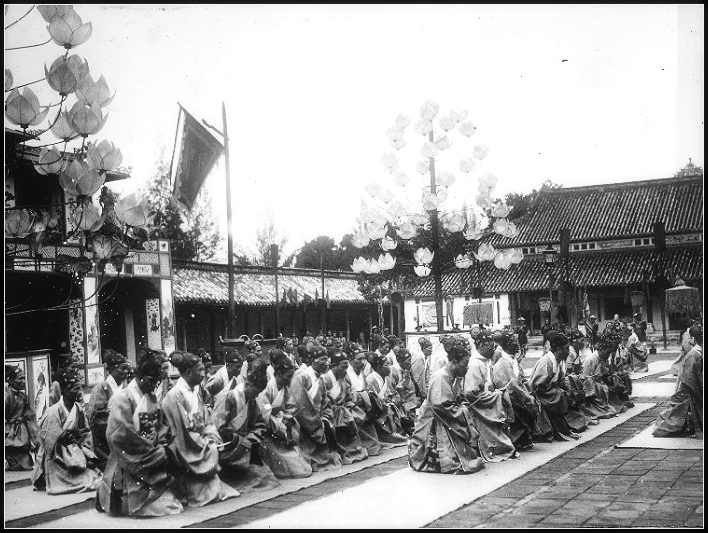
Bá quan lạy mừng Hoằng Tôn hoàng đế ngự Cần Chánh điện nhân Tứ tuần đại khánh năm 1924.

## Lịch sử
Kể từ thời Đường, kinh đô Trường An (hoặc Tràng An tùy phương ngữ) được coi là kiểu mẫu kiến trúc kinh kì Hán tự văn hóa quyển. Khuôn viên tử cấm thành được dựng trên trục chữ Vương (王), lấy ý Thư kinh: "Thiên tử tác dân phụ mẫu, dĩ vi thiên hạ vương" (天子作民父母，以為天下王), chính diện nhằm hướng Nam theo câu Dịch kinh: "Thánh nhân Nam diện nhi thính thiên hạ" (聖人南面而聽天下). Cần Chính điện nằm ở chính môn, là nơi triều đình bày quốc yến và nghi lễ.
Cần chính minh diễn là "sửa sang chính trị bằng đức chuyên cần", tựu trung khuyên kẻ cầm quyền phải biết làm việc lợi quốc ích dân. Theo cổ sử, Cần Chính điện được dựng năm Khai Nguyên thứ 29 (732) trên nền một cung đã đổ nát. Tương truyền, Đường Huyền Tông và Dương quý phi thường mở hội ban yến tại đây.
Tại An Nam, từ khi triều Lý thiên đô ra Đại La mới dựng Cần Chính lâu, so với Trường An triều Đường thì quy mô không bằng. Tác gia Lý Pháp hoặc Nguyễn Pháp (阮法, ? - ?) có soạn bài Cần Chính lâu phú (勤政樓賦) để giảng nghĩa công trình này.
Mãi tới năm Gia Long thứ 2 (1804), tại kinh đô Huế mới lập Cần Chánh điện (Chính và Chánh tùy phương ngữ), là công trình bề thế bậc nhất hoàng thành, trước cửa có sân bái mạng. Năm 1947, viện cớ "tiêu thổ kháng chiến", chính quyền Việt Minh Huế cho gài mìn phá sập Cần Chính điện cùng Kiến Trung điện. Tuy nhiên, cả hai công trình này đều còn cứ liệu tham cứu tái thiết.
Trong hàng ngũ quan viên, chức Cần Chính điện Đại học sĩ (勤政殿大學士) là một vinh dự tột bực, nằm trong tứ trụ đại thần, gọi công khai là phụ chính đại thần và gọi kín là cơ mật hội đồng, tức là có quyền phụ quốc (cầm trị khi vua khiếm diện hoặc còn thơ ấu). Để được tuyển vào Cần Chính điện, dù là chức dịch thấp nhất cũng phải hội đủ tài năng, có cương trực và mẫn cán.

## Nhà Triều Tiên
Đây là tòa nhà chính của Nhà Triều Tiên Cung điện Gyeongbokgung. Nó được hoàn thành vào năm 1395. Nó được sử dụng cho các lễ đăng quang và chiêu đãi các sứ thần nước ngoài, nhưng đã bị phá hủy trong Chiến tranh Imjin năm 1592. Nó được xây dựng lại vào thế kỷ 19 và tiếp tục cho đến ngày nay.

## Văn hóa
Công trình Cần Chính điện dễ bị nhầm với Thái Hòa điện bởi lúc nào cũng tương đồng về kiến trúc, chỉ khác về ý nghĩa và chức năng.
Cho tới năm 2020, tại Á Đông chỉ có công trình phục chế Cần Chính điện tại công viên Hương Sơn Bắc Kinh và tại di tích Cảnh Phúc cung, Thế Tông lộ, Trung Lộ khu, Thủ Nhĩ Đại Hàn Dân quốc làm địa điểm du lịch, tại Tử cấm thành Huế chỉ còn nền.

## Liên kết
1. ↑  勤政务本楼